# Olympic de Moroni
Olympic de Moroni (auch: Olympique de Moroni) ist ein Sportverein in den Komoren. Er wurde 2003 als Fußballverein gegründet unter dem Namen Club Maman und hat seinen Sitz in Moroni, der Hauptstadt des Landes.
Der Verein ist der führende Club für Frauenfußball im Land und entwickelte sich 2020 zu einem Sportverein mit verschiedenen Sportarten.

## Geschichte

### Le Club Maman (2003–2020)
Der Football Club Mamans wurde 2003 als erster Frauenfußballclub des Landes gegründet.
Er wurde 2003 sofort Halbfinalist in einem nationalen Turnier. 2009 als der Club Maman noch in der zweiten Liga spielte, gewann die Frauschaft den Coupe des Comores féminine de football im Finale gegen Étoile 3 de Salamani, den Titelverteidiger.
Der Club Maman wurde 2017 Champion des Comores (Meister, Championnat des Comores féminin de football) und erreichte 2018 den zweiten Platz. 2019 verlor der Club Maman im Finale gegen den FC Ouvanga.

### Gründung als Sportverein
2020 begründete Mohamed Hamid den Sportverein Olympic de Moroni, wobei er besonders die Fußballmannschaft des Club Maman vereinnahmte, dessen Lizenz er erworben hatte, und stärkte die Belegschaft.
Olympic de Moroni unterhält auch eine Frauen-Basketballmannschaft und verfügt über Abteilungen für Tae Bo, Boxen und Leichtathletik
2021 wurde der Club Vice-Champion der Komoren im Frauenfußball, hinter dem FC Ouvanga, während die Basketteuses im Finale des Coupe de la Fédération gegen Fegaffe verloren.
Im Dezember 2021 rekrutierte Olympic de Moroni drei internationale Footballeuses aus Madagaskar; damit wurden erstmas ausländische Spielerinnen im Championnat des Comores féminin de football eingesetzt.
Der Club wurde 2022 Meister und nahm an der Qualifikation der Ligue des champions féminine de la CAF 2022 teil, wobei die Mannschaft den vierten platz erringen konnte. Im selben Jahr gewann Olympic de Moroni auch den Coupe des Comores.

## Erfolge

### Frauenfußball
- Championnat des Comores (2):
  - Champion: 2017 und 2022.
  - Vice-champion: 2018 und 2021.
- Coupe des Comores (2):
  - Vainqueur (Sieger): 2009 und 2022.

Regionale Wettbewerbe
- Championnat de Grande Comore (4):
  - Vainqueur: 2016[15], 2018[16], 2019[17] und 2021[18]
- Coupe de Grande Comore (1):
  - Vainqueur: 2009[3] und 2019[17]
  - Finalist: 2021[18]
- Championnat de Grande Comore de deuxième division (1):
  - Vainqueur: 2009[3]

### Frauen-Basketball
- Coupe de la Fédération
  - Finalist: 2021